# Buckinghamov izrek π
Buckinghamov izrek π je osnovni izrek iz teorije podobnosti in razsežnostne analize.
Izrek opisuje način, kako se lahko poljubno fizikalno enačbo, ki vsebuje {\displaystyle n\,} spremenljivk, enakovredno opiše z {\displaystyle n-m\,} brezrazsežnimi parametri, kjer je {\displaystyle m\,} število osnovnih merskih enot, ki se v enačbi uporabljajo.
Izrek se imenuje po ameriškem fiziku Edgarju Buckinghamu (1867 – 1940). Buckingham je pričel za brezrasežne parametre, ki nastopajo v izreku, uporabljati oznako π v letu 1914. Zaradi tega se izrek še danes imenuje Buckinghamov izrek π.
Velikost vsake fizikalne količine se lahko opiše kot kombinacijo osnovnih merskih enot, ki določajo dolžino, maso, čas, naboj in temperaturo. Razsežnosti osnovnih merskih enot se označujejo z M, L, T, Q in Θ.

## Izrek
Izrek opisuje fizikalne količine kot {\displaystyle n\,} razsežne količine s pomočjo {\displaystyle n-m\,} brezrazsežnih količin, ki vsebujejo {\displaystyle m\,} neodvisnih osnovnih merskih enot. S pomočjo Buckinghamovega izreka π se lahko določi število brezrasežnih parametrov, ki so potrebni za določitev povezave (funkcijske zveze) med posameznimi fizikalnimi količinami. Tako se s pomočjo Buckinghamovega izreka π funkcionalna odvisnost med {\displaystyle n\,} neodvisnimi spremenljivkami zamenja z {\displaystyle n-m\,} neodvisnimi brezrazsežnimi spremenljivkami (parametri), kjer je {\displaystyle m\,} število osnovnih merskih enot. Izrek daje tudi metodo, ki omogoča določanje teh brezrazsežnih parametrov iz spremenljivk, tudi, če funkcijska zveza med njimi še ni znana.
Če se fizikalna količina opiše z enačbo:
{\displaystyle f(q_{1},q_{2},\ldots ,q_{n})=0\,}
kjer so  
- {\displaystyle q_{i}\,} {\displaystyle n\,} različne fizikalne količine (spremenljivke), ki se jih lahko opiše z {\displaystyle m\,} neodvisnimi osnovnimi merskimi enotami. Potem se lahko ta izraz zapiše kot

{\displaystyle F({\pi }_{1},{\pi }_{2},\ldots ,{\pi }_{p})=0\,}
kjer so
- {\displaystyle \pi _{i}\,} brezrazsežni parametri, ki jih dobimo iz {\displaystyle q_{i}\,} s pomočjo {\displaystyle p=n-m\,} enačb, ki imajo obliko:

{\displaystyle {\pi }_{i}={q_{1}}^{m_{1}}\cdot {q_{2}}^{m_{2}}\cdot \ldots \cdot {q_{n}}^{m_{n}}}
kjer so 
- {\displaystyle m_{i}\,} racionalna števila.

S tem se dobi {\displaystyle p=n-m\,} enačb za brezrazsežna števila {\displaystyle \pi \,}.